# سلطه‌پذیر مذکر

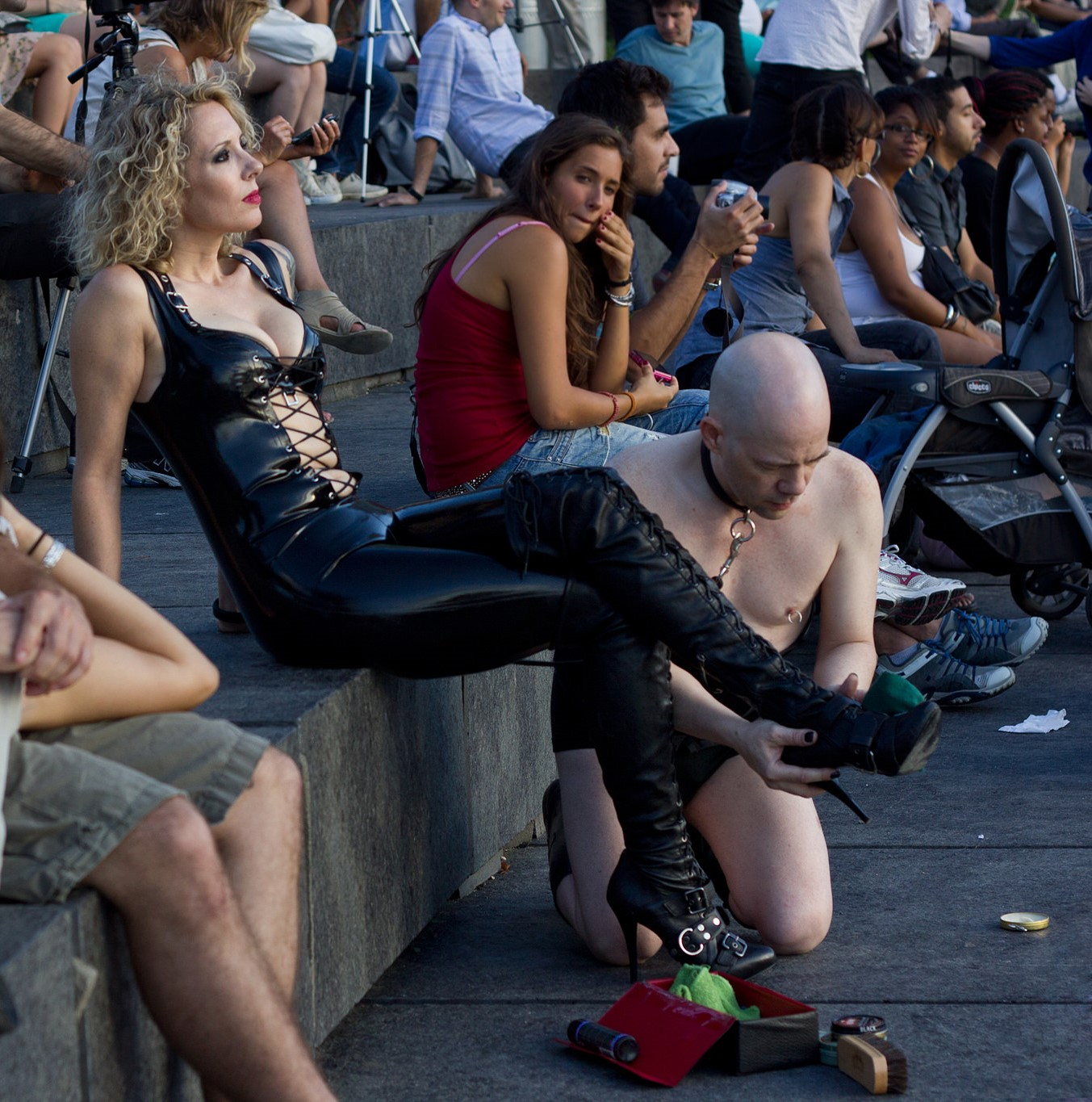
یک مرد نیمه برهنه مطیع در حال تمیز کردن چکمه دومیناتریکس خود (بالباس چرمی) در یک پارک عمومی در انگلستان، ۲۰۱۱

سلطه‌پذیر مذکر یا مِل ساب وضعیتی در بی‌دی‌اس‌ام و سایر فعالیتهای جنسی است که در آن شریک مطیع مرد است.